# Space Time : L'Ultime Odyssée
Pour les articles homonymes, voir Love.
Pour plus de détails, voir Fiche technique et Distribution.
Space Time : L'Ultime Odyssée (Love) est un film de science-fiction américain réalisé par William Eubank et sorti en 2011. Il s'agit du premier long métrage du réalisateur. Le projet est développé avec le groupe de rock Angels and Airwaves.

## Synopsis
L'astronaute Lee Miller arrive à bord de la Station spatiale internationale inoccupée depuis longtemps. Peu après, il perd le contact avec la Terre. Il essaye alors de s'occuper pour ne pas sombrer dans la folie au fur et à mesure que les systèmes de survie tombent en panne. Il découvre alors le journal du Captain Lee Briggs datant de la guerre de Sécession.

## Fiche technique
Sauf indication contraire, les informations mentionnées dans cette section peuvent être confirmées par la base de données cinématographiques IMDb,  présente dans la section « Liens externes ».
- Titre original : Love
- Titre français : Space Time : L'Ultime Odyssée
- Réalisation et scénario  : William Eubank
- Musique : Angels and Airwaves
- Direction artistique : Kevin Maistros
- Décors et photographie : William Eubank
- Montage : Brian Berdan et Scott Chestnut
- Production : Angels and Airwaves, Dan Figur, Nate Kolbeck et Vertel Scott
  - Production exécutive : Tom DeLonge, Mark Eaton, Jon Humphrey et Chase Rudolph
- Société de production : New Dog Media, en coproduction avec Griffin Interplanetary Studios
- Société de distribution : National CineMedia
- Budget : 500 000 $[réf. nécessaire]
- Pays de production :  États-Unis
- Langue originale : anglais
- Format : couleur - 1,78:1
- Genre : science-fiction, drame, musical
- Durée : 84 minutes
- Dates de sortie :
  - États-Unis : 2 février 2011 (Festival international du film de Santa Barbara) ; 10 août 2011 (sortie limitée)
  - France : 6 novembre 2012 (DVD)

## Distribution
- Gunner Wright : le capitaine Lee Miller
- Bradley Horne : le capitaine Lee Briggs
- Corey Richardson : le général McClain
- Nancy Stelmaszczyk : l'astronaute russe

## Production
En 2007, William Eubank est approché par Tom DeLonge qui souhaite des vidéos et supports visuels pour son groupe de rock Angels and Airwaves. Il réalise plusieurs clips  du groupe notamment celui de Surrender,. William Eubank commence à développer son premier long métrage avec l'aide des membres du groupe. Il s'inspire de La Ligne rouge de Terrence Malick. Il passe quatre ans à développer son film. Il office comme réalisateur, scénariste, chef décorateur ou encore directeur de la photographie. Il construit les décors de la station spatiale internationale et de la Guerre de Sécession dans l'arrière-cour de la maison de ses parents.

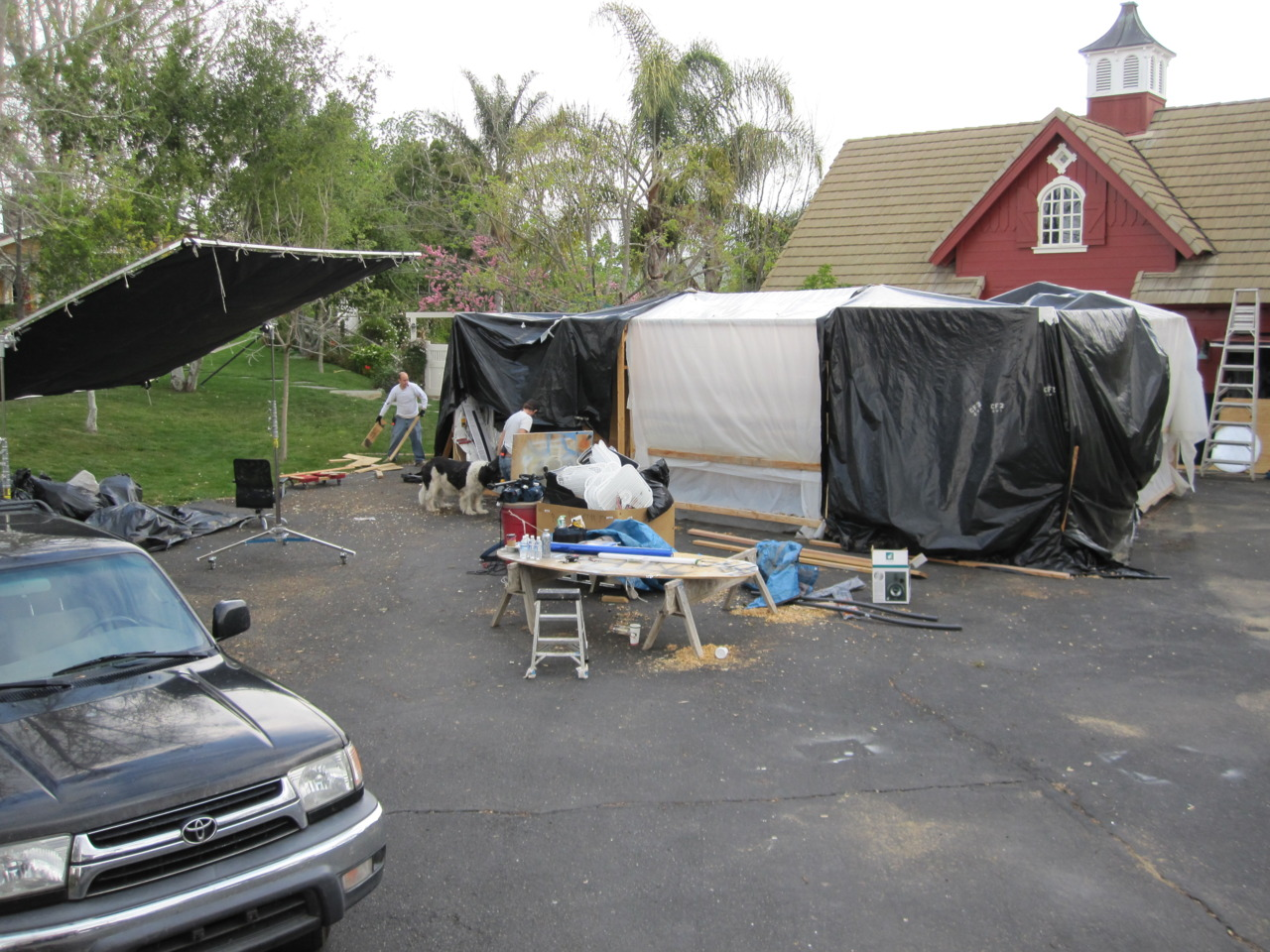
Extérieur du plateau de la station
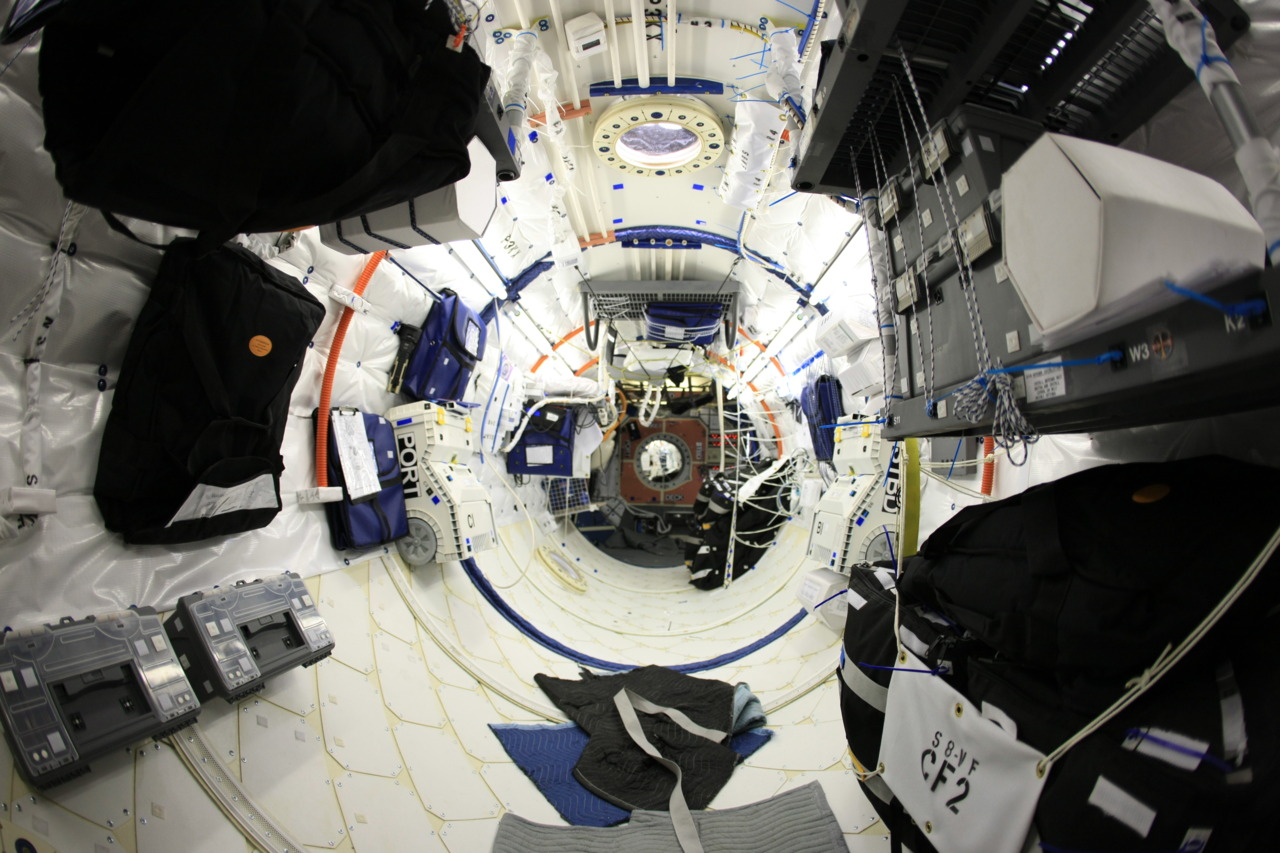
Intérieur du plateau de la station

## Accueil
Le film est présenté en avant-première au festival international du film de Santa Barbara 2011, puis dans d'autres festivals comme le festival international du film d'Athènes 2011 où William Eubank obtient le prix du meilleur réalisateur. Le film est par ailleurs diffusé dans 460 salles de cinéma pendant la tournée Love Live d'Angels and Airwaves.